# Michaela Čulová
Michaela Čulová (* 14. Februar 1992 in Želenice, Okres Teplice) ist eine tschechische Fußballspielerin. Sie spielte zuletzt von 2014 bis 2017 für Sparta Prag; seitdem ist sie ohne Verein.

## Karriere

### Vereine
Čulová startete ihre Karriere 2000 mit dem FK Bílina, bevor sie 2004 zu FK Teplice wechselte. Sie spielte drei Jahre in der Jugend von Teplice, bevor sie 2007 ihre Seniorenkarriere startete. Sie entwickelte sich beim AC Sparta zur Leistungsträgerin, bis zu einer Verletzung im Frühjahr 2012. Als Rehabilitation wechselte sie auf Leihbasis zu Bohemians Prag 1905. Nach ihrer Rückkehr im Sommer 2013 zu Sparta Prag, wechselte sie nach Österreich zu SV Neulengbach. Nachdem sie in der Saison 2013/2014 in nur vier ÖFB Frauenliga-Spielen für Neulengbach aufgelaufen war, kehrte sie im Sommer zu Sparta Prag zurück.

### Nationalmannschaft
Čulová spielt für die Tschechische Fußballnationalmannschaft der Frauen und gab ihr Länderspieldebüt am 3. Juni 2011 gegen die Nationalmannschaft Nigerias.

## Erfolge
Nationalmannschaft
- Slavic-Cup Finalist 2013

Sparta Prag
- Tschechischer Meister 2008, 2009, 2010, 2011, 2012
- Tschechischer Pokalsieger 2008, 2009, 2010, 2011, 2012
- Meister II. liga žen 2013